# Toxocara cati
Espèce
Toxocara cati est une espèce de nématodes parasites de l'intestin des félins, et notamment du chat domestique. Il s'agit d'un gros ver rond de couleur rosée mesurant de 4 à 10 cm de long. Ce parasite est très courant chez le chat domestique, notamment chez le chat ne vivant pas confiné dans une maison. Il se transmet par ingestion des œufs présents dans l'environnement ou par l'ingestion d'hôtes intermédiaires comme les oiseaux ou les rongeurs, proies du chat ou par le lait maternel,.
L'humain peut être infecté par Toxocara cati : il s'agit de la toxocarose, généralement bénigne. L'ingestion du parasite se produit généralement par l’ingestion des œufs présents sur les légumes. L'influence de Toxocara cati dans la toxocarose est encore débattue, car le ver impliqué dans cette maladie est beaucoup plus généralement Toxocara canis.

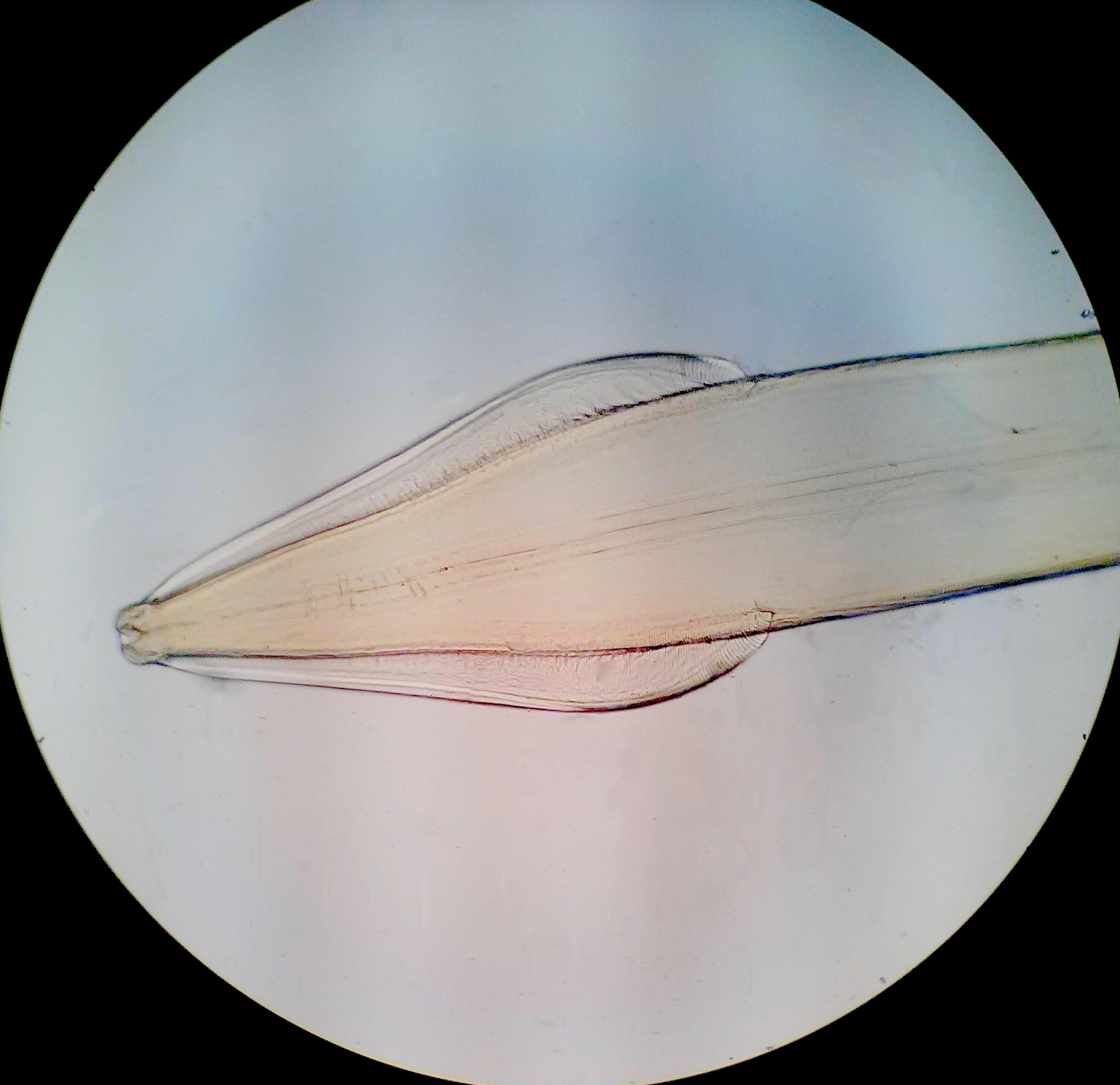
Extrémité antérieure de Toxocara cati, détail des ailes cervicales en pointe de flèche.

Ce ver infecte d'autres félins que le chat domestique, comme le Guigna par exemple.